# Ruby Red III - Verde smeraldo
Ruby Red III - Verde smeraldo (Smaragdgrün) è un film tedesco del 2016 diretto da Felix Fuchssteiner e Katharina Schöde, basato sul romanzo Green di Kerstin Gier, terzo e ultimo capitolo della Trilogia delle gemme e seguito del film del 2014 Ruby Red II - Il segreto di Zaffiro.
Dato lo spostamento negli altri film della saga di alcuni fatti avvenuti nel terzo libro, la pellicola presenta notevoli differenze rispetto alla versione cartacea, prendendone i punti chiave, ma cambiandone circostanze e contesto.

## Trama
Gwen non sa più di chi fidarsi e ha il cuore spezzato perché Gideon vuole che siano solo amici. La ragazza non si fida neanche della Loggia dei Guardiani, soprattutto dopo che il Conte di Saint-Germain ha scelto il professor Whitman come nuovo Gran Maestro ed è scoppiata una crisi economica mondiale che ha risparmiato solo la famiglia de Villiers e gli interessi della Loggia. La Loggia stessa sospetta che Gwen sia in possesso del cronografo di Lucy e Paul, e, quando Charlotte denuncia la cugina dopo averla vista trasportare un grosso baule, due ispettori si presentano a casa e confiscano il baule, che però si rivela pieno di peluche in quanto il cronografo è stato nascosto da un'altra parte. Intanto, studiando le Memorie del Conte dategli da Paul, Gideon si rende conto che l'uomo intende uccidere Gwen per ottenere l'immortalità: si introduce quindi nottetempo alla Loggia per usare di nascosto il cronografo e raggiunge il Conte nel 1786, dove viene tuttavia imprigionato nelle segrete, bollato come traditore e sfruttato per portare avanti e indietro nel tempo dei messaggi tra il Conte e il professor Whitman.
La mattina seguente, alcuni uomini della Loggia si presentano a casa di Gwen per arrestare anche lei, ma Charlotte, resasi conto di aver sbagliato a dubitare della cugina, la difende, e Gwen, aiutata da Mr Bernard, fugge con il cronografo di Lucy e Paul in una casa segreta in Scozia. Dopo aver scoperto che Gideon è tenuto prigioniero, la ragazza inizia delle lezioni di lotta nel passato insieme a Paul per affrontare il Conte, finché non viene minacciata con un messaggio video di Gideon, in cui il ragazzo le chiede di consegnare il cronografo di Lucy e Paul al Conte nel 1786 durante la Bonfire Night a casa Pimplebotton, e si vede quindi costretta a tornare alla Loggia.
Anche Gideon viaggia fino al 1786, dove scappa di prigione grazie alla chiave fattagli pervenire da Charlotte; intanto, il Conte rivela a Gwen che, una volta completato il cronografo con il sangue di Gideon, questo genererà la pietra filosofale che lo renderà immortale, ma Gwen distrugge la provetta, venendo poi portata in salvo da Gideon insieme al cronografo. Il ragazzo le confessa di amarla e di essersi comportato freddamente per via della profezia del Corvo, secondo la quale Gwen sarebbe morta per amore. La coppia viene tuttavia catturata nuovamente dal Conte e Gideon viene ucciso da un colpo di pistola dopo avergli prelevato il sangue, grazie al quale il Conte completa il cronografo; tentando di portargli via la fiala contenente la pietra filosofale, anche Gwen viene uccisa, e i cadaveri tornano nel presente.
Dei due ragazzi, Gwen torna in vita, arrivando alla conclusione che la profezia del Corvo significhi che è immortale e che possa morire solo di morte naturale, crepacuore o suicidio. Disperata per la morte di Gideon, Gwen si ritrova all'improvviso nel 1920, dove Lucy e Paul suggeriscono l'ipotesi che sia in grado di viaggiare nel tempo anche senza cronografo e che questa capacità sia influenzata dalle sue emozioni. Dopo aver imparato a controllare questa abilità con la forza di volontà, torna nel 1786 per salvare Gideon. Il ragazzo muore comunque, ma Gwen riesce a distruggere il cronografo completo, causando la morte del Conte di Saint-Germain e, contemporaneamente, quella del professor Whitman nel presente, in quanto i due uomini sono la stessa persona. La ragazza usa poi una parte della pietra filosofale per far tornare Gideon in vita, e, qualche tempo dopo, beve lei quanto rimasto del filtro, che fa da antidoto contro la sua immortalità, per poter invecchiare al fianco di Gideon.

## Colonna sonora
L'8 luglio 2016 la colonna sonora del film è stata raccolta in CD e pubblicata da Sony Music sotto l'etichetta Sony Classical.
Edizioni musicali Sony Music/Sony Classical.
1. Philipp Fabian Kölme – Back to Square One – 1:57
2. Britney Spears – I Love Rock 'n' Roll – 3:06
3. Celtic Woman – Amazing Grace – 4:56
4. Miss Amani – Turn Up the Party – 3:38
5. Sofi de la Torre – Recognize Me – 3:50
6. Cut One – Shoulda Known – 2:41
7. Philipp Fabian Kölme – 81 Bourdon Place – 3:13
8. Philipp Fabian Kölme – Trip Down Memory Lane – 2:09
9. Philipp Fabian Kölme – Metamorphosis – 2:31
10. Philipp Fabian Kölme – United – 2:38
11. Philipp Fabian Kölme – Practice Makes Perfect – 1:27
12. Philipp Fabian Kölme – Ride for a Fall – 2:13
13. Philipp Fabian Kölme – Quantum Leap – 2:35
14. Philipp Fabian Kölme – Deception – 2:27
15. Philipp Fabian Kölme – Enigma – 4:17
16. Philipp Fabian Kölme – Protective Shield – 1:27
17. Philipp Fabian Kölme – Krav Maga – 1:53
18. Philipp Fabian Kölme – Guy Fawkes Night – 5:28
19. Philipp Fabian Kölme – Cycle of Blood – 3:51
20. Philipp Fabian Kölme – The Show Is Over – 4:28
21. Philipp Fabian Kölme – Light Matter Girl – 2:34

Durata totale: 63:19

## Produzione

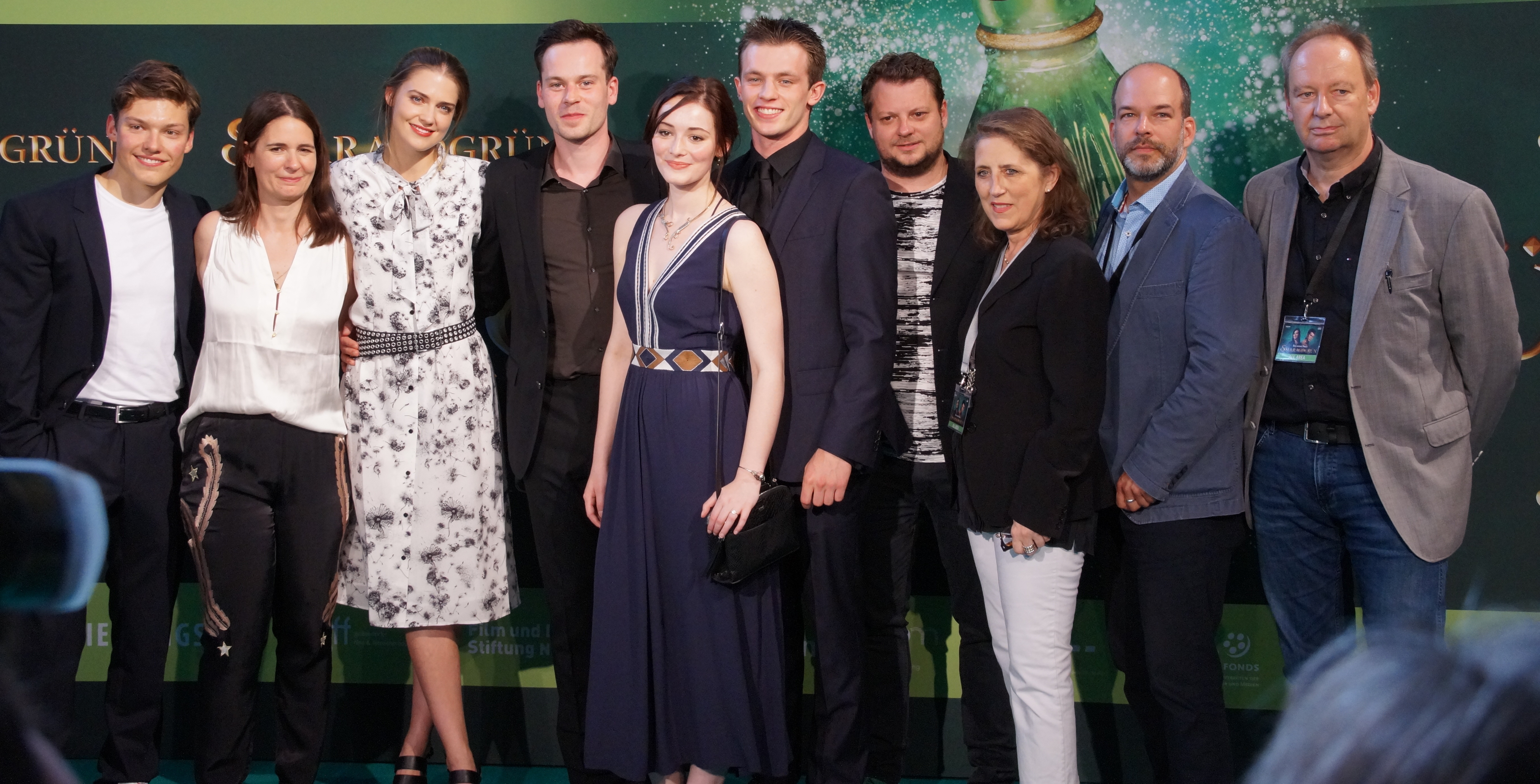
Il cast del film alla première del 28 giugno 2016.

Le riprese si sono tenute dal 14 aprile all'11 giugno 2015 in Germania, in particolare ad Aquisgrana, Jülich e Nordkirchen (Renania Settentrionale-Vestfalia), a Mühlhausen/Thüringen ed Eisenach (Turingia), e a Coburgo e Bayreuth (Baviera), mentre in Scozia sono state girate scene sull'isola di Skye presso il Duntulm Castle, il traghetto di Glenelg e le rupi dell'altopiano vulcanico Quiraing. Maria Ehrich e Jannis Niewöhner tornano nei loro ruoli, mentre al cast si aggiungono Emilia Schüle, Chris Tall e Timur Işık.

## Distribuzione
All'annuncio della produzione del film, la data d'uscita fu fissata al 28 luglio 2016; a novembre 2015 fu anticipata al 30 giugno. L'11 marzo 2016 fu pubblicato il primo trailer ufficiale, al quale ne fece seguito un secondo il 15 aprile, e la data di uscita nelle sale tedesche fu confermata al 7 luglio 2016. Il film fu presentato in anteprima il 24 giugno 2016 al Munich International Film Festival. È arrivato in Francia in DVD e Blu-ray il 21 settembre 2016.
In Italia è stato trasmesso il 17 marzo 2017 su Sky Cinema Family e mandato in onda in chiaro su Italia 1 l'8 gennaio 2020.

## Edizione home video
Il film è uscito in DVD e Blu-ray l'8 dicembre 2016.